# Telemetrie

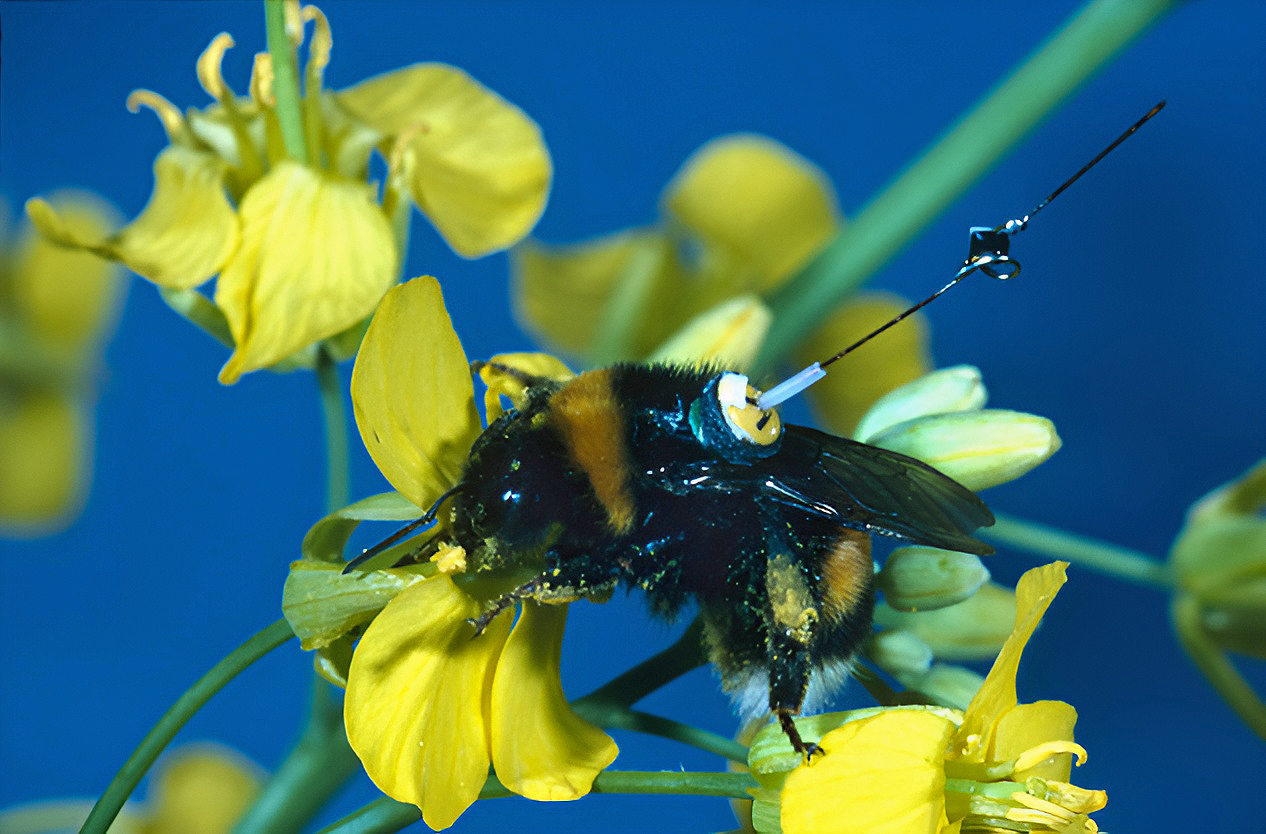
Een gewone aardhommel met een transponder

Telemetrie is het op afstand meten van bepaalde parameters (bijvoorbeeld temperatuur, luchtvochtigheid, hartritme) om die vervolgens via (vaak draadloze) telecommunicatie te versturen naar een andere locatie.

## Toepassingen
Een voorbeeld van gebruik van telemetrie is het ziekenhuis. Wanneer een patiënt opgenomen wordt, worden er elektroden en sensoren opgeplakt. Die elektroden worden dan verbonden met een klein toestelletje dat bij de patiënt blijft. Op een centrale plaats van de ziekenhuisdienst waar de patiënt is opgenomen, bijvoorbeeld in de dokterskamer of de verpleegwacht, worden de gegevens dan door een computer ingelezen. Er wordt contact gemaakt tussen het toestelletje bij de patiënt en een pc, waardoor dan op het computerscherm de gevraagde grafieken te zien zijn van de patiënt die gevolgd moet worden. Er kan zo op 1 centrale plaats een overzicht gemaakt worden van (een deeltje van) de toestand van alle kritieke patiënten op die dienst. Op die manier kan snel een goed overzicht van de parameters, een betere opvolging en snellere mogelijkheid tot ingrijpen bij problemen verkregen worden.

## Watermanagement
Een ander voorbeeld is het watermanagement wat in Nederland wordt uitgevoerd door de gemeenten, waterschappen en Rijkswaterstaat. Waterschappen meten continu de waterhoogtes en de regenval verspreid over een bepaald gebied. Op basis van deze meetgegevens van sensoren, die in een netwerk zitten wat zich uitstrekt over vele vierkante kilometers, worden de gemalen, stuwen, hevels en inlaatwerken (automatisch)aangestuurd om zo te zorgen dat de polders niet overstromen of verdrogen. Rijkswaterstaat laat de waterhoogtes en stroomsnelheden meten van de grote rivieren in Europa die water naar Nederland aanvoeren. Op basis van deze gegevens wordt ingeschat wat de kans op wateroverlast is en of er maatregelen moeten worden genomen. Gemeenten zijn op watermanagementgebied verantwoordelijk voor onder andere afvalwater- en rioolbeheer. Denk hierbij aan aansturen van pompen en gemalen en onderhoud aan het rioolstelsel met als doel het voorkomen van wateroverlast voor burgers.

## Computersystemen
Nog een voorbeeld is Microsoft Windows 10. Deze verzamelt gegevens over het gebruik van het besturingssysteem en de aangesloten apparaten en applicaties. Het gaat hierbij niet alleen om de hardware die aangesloten is en hoe vaak en hoe lang iemand alle applicaties gebruikt, maar óók om het surfgedrag van deze persoon via de browser Edge en zelfs om de inhoud van handgeschreven teksten (met elektronische pen). Microsoft gebruikt al deze gegevens voor verschillende doelen:
1. fouten oplossen,
2. apparaten up-to-date en veilig houden,
3. producten en diensten van Microsoft verbeteren,
4. gepersonaliseerde advertenties tonen voor Microsoftproducten (inclusief alle apps die Microsoft aanbiedt via de Windows Store) en
5. met het Reclame ID gepersonaliseerde advertenties laten tonen in apps van derden.